# سمك معالج

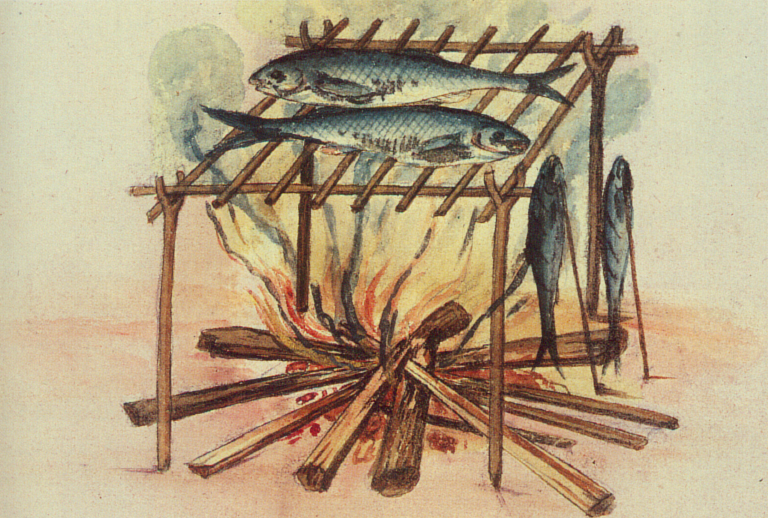
أدوات لمعالجة الأسماك استخدمها شعوب الغونكوين في كارولينا الشمالية، 1585

تُشير الأسماك المعالجة إلى الأسماك التي تم معالجتها عن طريق إخضاعها للتخمير، التمليح، التدخين أو مجموعة مما سبق ذكره قبل أكلها. قد تتضمن هذه العمليات الخاصة بحفظ الطعام إضافة الملح، النترات، النيترات أو السكر، قد تتضمن تدخين الأسماك أو اكسابها طعوم، وقد تشمل أيضًا طبخها.كانت الصورة الأولى لمعالجة الأسماك هي التجفيف. وطرق اخرى مثل تدخين السمك أو معالجته بالملح تعود أيضا لآلاف السنين.أما المصطلح”معالجة “ مشتق من الكلمة اللاتينية "curare" والتي تعني العناية. وسُجل هذا المصطلح أول مرة في عام 1743.

## التاريخ
وفقًا لما قاله بينكيرد وكولاري (1975)، تتأصل ممارسة  حفظ اللحوم عن طريق التمليح في الصحراء الآسيوية. تحوي الأملاح البحرية في هذه المنطقة على شوائب مثل النيترات التي تساهم في اللون الأحمر المميز اللحم المعالج. ومنذ 3000 عام قبل الميلاد في بلاد ما بين النهرين (العراق قديمًا) كانت اللحوم والأسماك المطبوخة تحفظ في زيت السمسم . وكانت اللحوم والأسماك المجففة والمملحة جزء من النظام الغذائي السومري. وكان السكان اليهود يستخدمون الملح من البحر الميت عام 1600 قبل الميلاد  وبحلول عام 1200 قبل الميلاد كان الفينيقيون يتاجرون في الأسماك المملحة في منطقة الشرق الأوسط وشمال البحر المتوسط . وفي اليونان عام 900 قبل الميلاد كان الملح يصنع في ”حدائق الملح “ و قد أقيمت صناعة تدخين اللحوم ومعالجتها بالملح الجاف بشكل قوي. وفي عام 200 قبل الميلاد اكتسب الرومان طريقة المعالجة من اليونانيين. علاوة على ما سبق، طوروا طرق تخليل الأنواع المختلفة من اللحوم عن طريق النقع في ماء شديد الملوحة. وهذا هو الوقت نفسه الذي تم ملاحظة تأثير التمليح في إكساب اللحم اللون الأحمر. وقد ذُكِرَ النتر (نترات البوتاسيوم) على أنه قد اُستُخِدمَ في الهند والصين قبل العصر المسيحي في معالجة اللحوم. وفي العصور الوسطى كان استخدام الملح والملح الصخري كمكونات في معالجة اللحوم أمرًا شائعًا وكان تأثير الإحمرار يُنسب إلى الملح الصخري.

## المعالجة بالملح

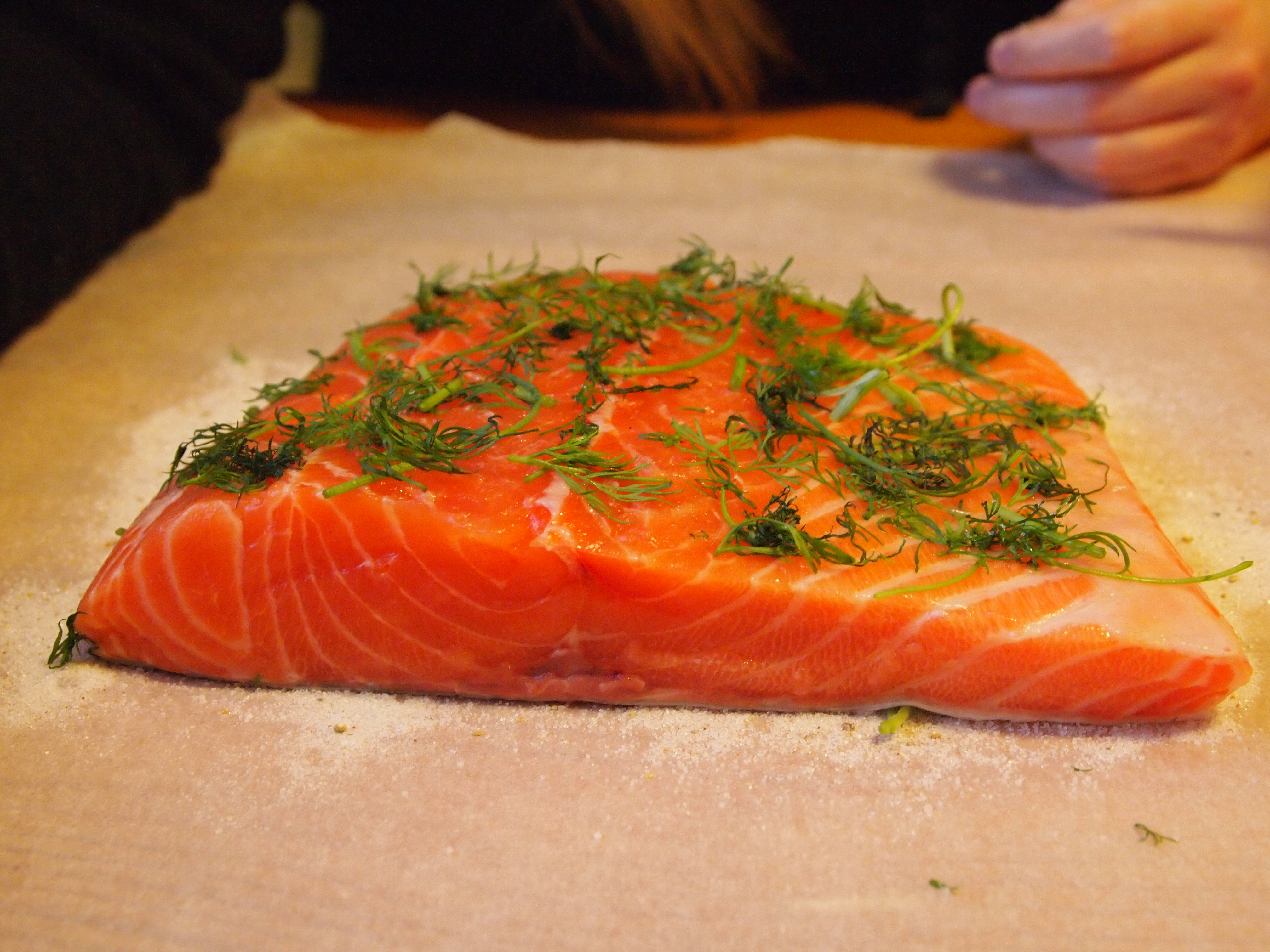
سلمون يتم تحضيره للمعالجة.

الملح (كلوريد الصوديوم) أحد المكونات الأساسية في معالجة الأسماك والأطعمة الأخرى. تؤدي إزالة الماء وإضافة الملح للأسماك يخلق بيئة غنية بالمذيبات فيها يعمل الضغط الاسموزي على سحب المياه من الكائنات الدقيقة ويؤخر نموها. يتطلب القيام بذلك تركيز من الملح ما يقارب 20%. يستخدم ملح الطعام المضاف إليه اليود، ولكن اليود بشكل عام يُخرِج منتج نهائي ذي لونٍ داكن وطعمٍ مر. لذلك فإن الأملاح الخالية من اليود التي تستخدم في تعليب الطعام وتخليله وأملاح البحر هي أنواع الملح التي يفضل استخدامها في معالجة اللحوم.

## المعالجة بالسكر
في بعض الأحيان يضاف السكر خلال معالجة الأسماك  خصوصًا السلمون. ويمكن للسكر أن يأخذ أكثر من صورة مثل العسل، شراب الذرة، الصورة الصلبة وشراب القيقب. تعادل إضافة السكر الطعم القوي للملح. كما يساهم أيضًا في نمو بكتيريا نافعة مثل البكتيريا الملبنة عن طريق تغذيتها.

## النترات والنتريت
لطالما استخدمت النترات والنتريت منذ مئات السنوات لمنع التسمم  الغذائي في الأسماك والتأكد من سلامتها الميكروبية. تساعد النترات على قتل البكتيريا، وتعطي مذاقًا خاصًا كما تكتسب الأسماك لونًا ورديًا أو أحمرًا. يعد استخدام النترات في حفظ الأطعمة أمرًا مثيرًا للجدل ويرجع ذلك إلى احتمال تكوين النتروزامين عند طهي الطعام المحفوظ في درجات حرارة مرتفعة. وبالرغم من ذلك، فإنه يمكن تثبيط إنتاج النتروزامين المسرطن عن طريق استخدام مضادات الأكسدة مثل فيتامين (ج) وصيغة الفاتوكوفيرول من فيتامين (ه) خلال عملية المعالجة. وقد اقترحت دراسة بواسطة جامعة كولومبيا في 2017 علاقة بين تناول اللحوم المعالجة ومرض الانسداد الرئوي المزمن حيث طرح النيتريت كسبب محتمل لذلك يتم تنظيم استخدام أي المركبات السابقة بعناية. فعلى سبيل المثال، ينص قانون هيئة الغذاء والدواء اللوائح الفيدرالية على أن نترات الصوديوم يمكن استخدامها بأمان كمثبت لون في منتجات سمك التونة المدخن المعالج بحيث لا يتجاوز مستوى نترات الصوديوم 10 أجزاء في المليون من المنتج النهائي كمادة حافظة ومثبتة للون، مع أو بدون نترات الصوديوم في أسماك السلور، السلمون وسمك الشاد المدخن والمعالج بحيث لا يتجاوز مستوى نتريت الصوديوم 200 جزء من المليون ولا يتجاوز مستوى نترات الصوديوم 500 جزء من المليون في المنتج النهائي.

## التدخين
يمكن أيضًا حفظ الأسماك عن طريق الدخان. وهو تجفيف الأسماك مع الدخان الناتج من حرق أو إشعال مواد نباتية، عادةً ما تكون الخشب. فيساعد التدخين على غلق الطبقة الخارجية من الطعام المدخن ومما يزيد صعوبة دخول البكتيريا. يمكن القيام به بالاشتراك مع طرق أخرى للمعالجة مثل التمليح. تشمل أساليب التدخين الشائعة: التدخين الساخن، التحميص بالدخان والتدخين البارد. بينما يطهي التدخين الساخن والتحميص بالدخان الأسماك، لا يفعل التدخين البارد ذلك. إذا كان السمك مدخنًا تدخينًا باردًا؛ يجب تجفيفه بسرعة للحد من نمو البكتيريا خلال الفترة الحرجة التي يكون فيها السمك غير مجفف بعد. ويمكن الوصول لذلك عن طريق تجفيف شرائح رقيقة من السمك.

## أطباق السمك المُعَالَج
- - الأنشوجة: أوروبا وجنوب شرق آسيا، محفوظة في محلول ملحي، مخمرة أو مجففة.
- البكلاهbacalhau-: البرتغال وإسبانيا، يعالج سمك القد بالملح ثم يجفف. ويحتاج إلى إعادة ترطيبه ونزع الملح عنه قبل استخدامه.
- -القد المجفف: النرويج وايطاليا، سمك القد المجفف والمخمر والذي ينقع قبل الاستخدام.
- Bottarga: بطارخ السمك المعالج والمملح.
- سيبيتشي: السمك المعالج.
- Jeotgal: حيوان بحري كوري مخمر مثال: السمك مع الملح والتوابل.
- Po(طعام): سمك بحري كوري مجفف ( خصوصا: الاسكا بولوك).
- Gravlax: سمك السلمون الاسكندنافي الخام معالج بالسكر، الملح  والتوابل على غرار،
- في أوروبا Lox: فيليه السلمون المملح.
- Matjes: هولندا وشرق إنجلترا،
- الرنجة المخللة: أوروبا وخصوصًا الدول الاسكندنافية، بولندا، ألمانيا الشرقية وبحر البلطيق.
- Pla ra: يستخدم كنكهة في المطبخ التايلندي.
- Rollmops: أوروبا، شرائح الرنجة المخللة ملفوفة حول شرائح من البصل والخيار.
- السلمون المدخن: شمال أوروبا (أيسلندا، النرويج، السويد، إنجلترا، أيرلندا أو إسكتلندا ) طريقة إعداد السلمون، عادة ما يكون قطعة من فيليه السلمون المعالج وبعدها يدخن ساخنًا أو باردًا.
- Hákarl: أيسلندا وغرينلاند، سمك القرش المتشمس الذي يتم معالجته عن طريق عملية تخمير معينة ويعلق بعدها ليجف.
- Lutefisk: بلدان الشمال الأوروبي، السمك الأبيض المعالج بغسول قلوي قبل تخزينه، ويتم ترشيح الغسول القلوي لمدة اسبوعين تقريبا قبل أن يصبح صالح للأكل.